# اوکسپین
اوکسپین (به انگلیسی: Oxepin) با فرمول شیمیایی C6H6O یک ترکیب شیمیایی است. که جرم مولی آن ۹۴٫۱۱ گرم بر مول می‌باشد. 